# Sjapkina
Sjapkina (russisk: Шапкина, tr. Sjapkina) er en flod i Nenetskij autonome okrug og Republikken Komi i Rusland og en højre biflod til Petjora. Floden er 499 kilometer lang med et afvandingsareal på 6.570 km². Middelvandføringen 82 km fra mundingen er 582 m³/sek.
Sjapkina har sit udspring i moseområderne i Bolsjezemelskaja Tundraen nær søen Lajato, hvor floden Laja også har sit udspring. Den løber øst over på Bolsjezemelskaja Tundraen og er ret slynget. Den udmunder i Petsjora ved landsbyen Nový Bor. 
De vigtigste bifloder er Vonda, Jangyta og Matej fra venstre og Vesnjo fra højre. 